# Korean Basketball League
Korean Basketball League (KBL) är en professionell basketliga i Sydkorea. Första uppkastet skedde 1997.